# Niloofar Rahmani
Niloofar Rahmani (in persiano نیلوفر رحمانی‎; Kabul, 1992) è un'ufficiale e aviatrice afghana, attualmente residente come rifugiato politico negli Stati Uniti d'America.
Rahmani è stata la prima donna a diventare pilota di aerei ad ala fissa dell'aviazione militare nella storia dell'Afghanistan, nonché la prima donna pilota dalla caduta del regime talebano nel 2001.
Sebbene la sua famiglia abbia ricevuto diverse minacce di morte proprio a causa delle sue scelte di vita, la donna è riuscita a completare il suo addestramento e nel 2015 è stata insignita dell'International Women of Courage Award (in italiano Premio internazionale donne coraggiose), un riconoscimento conferito annualmente dal Dipartimento di Stato degli Stati Uniti d'America a donne di tutto il mondo che abbiano dimostrato leadership, coraggio, intraprendenza e disponibilità al sacrificio per gli altri.

## Biografia
Nata nella capitale afghana nel 1992, Niloofar Rahmani racconta di aver sognato di diventare pilota sin dalla più tenera età, trascorrendo per questo diverso tempo a studiare l'inglese, in modo da essere in grado di frequentare una scuola di volo. Nel 2010 è riuscita così a entrare nel programma di addestramento ufficiali della De Afghan Hauai Quvah (letteralmente "Forza aerea dell'Esercito Nazionale afghano"), diplomandosi nel 2012 con il grado di sottotenente.
Stando a quanto raccontato dalla donna, essa ha tratto l'ispirazione necessaria a raggiungere il proprio scopo dalle sorelle Latifa e Laliuma Nabizada, le quali, assieme al padre, avevano servito come elicotteristi durante l'invasione sovietica dell'Afghanistan.
Niloofar Rahmani ha compiuto il suo primo volo in solitaria pilotando un Cessna 182 nel 2012 ma, desiderando pilotare aerei ben più grossi, ha di lì a poco iniziato a frequentare una scuola di volo avanzato, riuscendo ad arrivare a pilotare un Cessna 208 Caravan utilizzato come cargo militare. Nell'aeronautica afghana, alle donne è tradizionalmente vietato trasportare soldati morti o feriti, tuttavia, nel corso di un atterraggio durante una missione, Rahmani trovò dei soldati feriti e, disobbedendo agli ordini ricevuti, li recuperò e li trasportò in ospedale, comunicando contemporaneamente il tutto ai propri superiori, i quali decisero di non infliggerle alcuna sanzione.
Quando i suoi risultati divennero di pubblico dominio, la famiglia Niloofar Rahmani, la quale nel frattempo era divenuta capitano, ricevette minacce di morte sia da altri componenti della stessa famiglia che dai Talebani, i quali disapprovavano la sua ambizione e le sue scelte carrieristiche. In conseguenza di ciò, la famiglia del capitano Rahamni ha dovuto trasferirsi diverse volte ma la donna non ha mai rinunciato al proprio sogno di pilotare un C-130 e diventare un'istruttrice di volo, in modo anche da fungere da ispirazione per altre donne. Essa ha quindi iniziato nel 2015 un programma di addestramento al pilotaggio dei C-130 con l'aeronautica militare statunitense, completando il corso nel dicembre 2016, dopo essere stata ospite di basi in Arkansas, Florida e Texas, e richiedendo in seguito asilo politico negli Stati Uniti d'America, dichiarando di sentirsi in pericolo nel tornare nel proprio paese e sperando di divenire un giorno un pilota militare dell'aviazione americana.
Rappresentata dall'avvocato Kimberley Motley, Niloofar Rahmani è riuscita ad ottenere l'asilo negli USA nell'aprile del 2018.